# Bibiana (Włochy)
Bibiana – miejscowość i gmina we Włoszech, w regionie Piemont, w prowincji Turyn.
Według danych na rok 2004 gminę zamieszkiwały 2854 osoby, 158,6 os./km².